# ウィザードリィのシリーズ一覧
ウィザードリィのシリーズ一覧（ウィザードリィのシリーズいちらん）では、1981年に発売されたコンピュータ・ロールプレイングゲーム『ウィザードリィ』（Wizardry）の各シリーズについて解説する。
総合的な情報など他の項目については「ウィザードリィ」または 「Category:ウィザードリィ」を参照。

## オリジナルシリーズ
1981年にサーテックによってApple II向けに第1作目が発売された。格子状に連結されたダンジョンのマップ構成、ワイヤーフレームを用いたダンジョンの立体的表現、店や寺院・宿などの各種施設、職業やアライメント（性格）・種族、独特の呪文体系、迷宮内の罠や宝箱といったウィザードリィを形作る要素のほとんどが第1作目で実装された。
作品タイトルを指し示す用語として「シナリオ」という単語が使われることがある。これはテーブルトークRPGのゲームマスターが事前に用意する筋書きを「シナリオ」と呼ぶことに由来し、シナリオ#1が第1作目、以降同様に第5作目までをシナリオで表す。
システムや世界観など設定の違いから、便宜的にシナリオ#5以前を「旧Wiz」、また画面表示を派手に、呪文や選択できる職業・種族等を拡張して世界を広げた6 （BCF）以降を「新Wiz」と称する場合がある。
本シリーズは様々なプラットフォームに移植されており、演出やシステムなどがオリジナルと異なる場合がある。たとえば、日本語対応ホビーユース向けIBM PC（以後、「IBM JX」と記述）版のシナリオ♯1から♯3における魔法は単語入力方式となっており、ターン消費こそないが入力を誤った際に「その様な呪文はない」と表示される。
2020年、同シリーズのうち、ドリコムが『Wizardry 6』『Wizardry 7』『Wizardry 8』、そして『Wizardry Gold』の版権を取得したことが同社の決算説明会で発表された。

### Wizardry - Proving Grounds of the Mad Overlord
Wizardry - Proving Grounds of the Mad Overlord（邦題：ウィザードリィ 狂王の試練場）は現在まで続く全てのウィザードリィ・シリーズの原型となった作品である。1981年にApple II用ソフトとして発売されて以来、様々なプラットフォームに移植されてきた。
キャラクター
トレボー（Trebor）
飽くことなき征服欲と、尽きることの無い野心を持つがゆえ、人々からは「狂王」と呼ばれ恐れられる。戦士としての力量もさることながら、古代魔法の秘術にも通じている。ワードナにアミュレットを奪われてしまい、ワードナの討伐とアミュレット奪還の布令を出すこととなった。
ゲーム中では、コントロールセンターの試練を乗り越えた冒険者への彼の訓示が放送される。
名前の由来は、『ウィザードリィ』の制作者ロバート・ウッドヘッドのロバート（Robert）を逆から綴ったものである。
トレボーの城塞は当初「城」としか設定がなく、この城が#2以降の舞台であるリルガミンと同一の街であるか否かについては明らかにされていない。両者にボルタック商店やカント寺院など同じ名前の施設は存在するものの、#1と同時代のシナリオである#2において、リルガミン王家の壊滅などトレボーとは独立したストーリーが設定されている。#2冒頭においてトレボーの使者がリルガミンへ応援を出すとの触れを出し参加者を募る描写がある。また、リルガミンの設定が存在する時点で作成された#4ではリルガミンについては言及されていない。
日本で独自に作成された世界設定においては両方の設定が存在する。同一の街とする代表例にはウィザードリィRPGの舞台であるエセルナートがあり、トレボーはリルガミンの王という設定になっている（但し、本作においてトレボーの後にリルガミンの王位に就くのはノーム王マウダであり、アラビク、マルグダは登場しない。ウィザードリィ#2をシナリオ化したサプリメントも存在するが、特にTRPG版との設定的な繋がりは説明されていない）。また、多摩豊の小説『ウィザードリィ正伝 トレボーと黄金の剣』では、第四王子だったところ父王と三人の兄が相次いで戦死したため王位についた、とされている（ただしニルダの杖等の逸話は一切登場せず）。別の街としている例には、ベニー松山による小説（『小説ウィザードリィII 風よ。龍に届いているか』）中の設定がある。
後の移植版でも大半はこの点を明確にしていないが、PS版などの「リルガミンサーガ」においてはエセルナートの設定が採用され、トレボーがリルガミンの王とされている。
ワードナ（Werdna）
トレボーの元からアミュレットを奪取した悪の魔術師。悪の魔術師とはいうものの、世界制覇などにはあまり興味がないようで、性質的にはマッドサイエンティストに近い。アミュレットを奪った後はその力の秘密を探るために地下迷宮に立て篭もって研究に没頭していた。だが、ある時最下層の居室に乱入してきた冒険者に倒され、アミュレットを奪い返される。しかし、その遺体はいかなる手段を用いても破壊する事が出来ず、地下迷宮はそのままワードナを封じる墓所となった。
名前の由来は、『ウィザードリィ』の制作者アンドリュー・グリーンバーグのアンドリュー（Andrew）を逆から綴ったものである。
ワードナがアミュレットを奪った経緯については、シナリオや機種、攻略本によって異なる。最初のApple II版シナリオ#1に付属の粗筋では、トレボーの宝物庫から盗んだ、としている。一方FC版Iの説明書では、ある朝トレボーが目覚めると、ベッドの傍にはアミュレットの代わりにワードナの置手紙が置かれていた事で、ようやくアミュレットが奪われた事を知り、その場で直ちに冒険者を募る布令を出した事になっている。
後に発売されたシナリオ#4の説明書に記載されているプロローグでは、「失われた神々の楽園」からトレボーの配下がアミュレットを持ち帰った翌日にワードナが魔物を引き連れて城の謁見室に乗り込み、金縛りの呪文でトレボーを動けなくしてから奪い去った事になっている。他方、シナリオ#4の攻略本『ウィザードリィ4 地上への道』（1989年、アスキー刊、ISBN 4-89366-055-1）では、戦勝パーティでトレボーが酔い潰れている所にワードナがやってきてトレボーの手から直接奪い取り、事件の数日後、側近の1人が冒険者を募るアイデアを出した。
ベニー松山の小説『小説ウィザードリィ 隣り合わせの灰と青春』では、討伐隊に倒されたワードナが直後に一種の亡霊となってアミュレットを奪った事になっており、冒険者を募った経緯は、シナリオ#4の攻略本『ウィザードリィ4 地上への道』（1989年、アスキー刊、ISBN 4-89366-055-1）に準じている。
小説『ウィザードリィ正伝 トレボーと黄金の剣』では、幼少時に若き日のトレボーに母アリーサを斬殺され、父ノエルもトレボーに成敗されたことから、トレボーを付け狙うようになった、としている。
ドラマCD「ハースニール異聞」では、図らずともマルグダ・アラビクの入ったパーティーの窮地を救ったことがある。

### Wizardry II - Knight of Diamonds
Wizardry II - Knight of Diamonds（邦題：ウィザードリィII ダイヤモンドの騎士）はリルガミンの街に再び神の加護を得るため、伝説のダイヤモンドの騎士の装備を集めて、ニルダの杖を迷宮から持ち帰るのが目的。ダンジョンは全6層。シナリオ#1をクリアしたユーザーが、そこで育てたキャラクターを転送してプレイすることを前提としているため、続編というより追加シナリオである。
キャラクター
ダバルプス（Davalpus）
リルガミンに産まれた邪悪な魔術師。リルガミン出身のためにニルダの杖が効果を表せず、リルガミン王室のほぼ全員を殺害して王家を乗っ取る。しかし、ダイヤモンドの騎士の装備を手にしたアラビク王子とマルグダ王女の攻撃を受けて滅びる。だが、滅びる直前にニルダの杖に呪いの言葉を吐きかけ、杖を地底深くに落としこむ。
説明書のプロローグに彼の行動とその破滅が書かれているのみで、ゲーム本編には一切登場しない。ただし、GBC版には、本編クリア後に出現するエクストラダンジョンで敵キャラクタとして登場する。
マルグダとアラビク（Margda&Alavik）
ダパルプスによって壊滅したリルガミン王家の最後の生き残り。マルグダが姉でアラビクが弟とされる。リルガミンから辛うじて脱出した後、伝説のダイヤモンドの騎士の装備を手に入れ、王家の復権を目指すべくダパルプスに戦いを挑む。激しい戦いの末にダパルプスを倒すが、断末魔に放たれた呪いの言葉でアラビクはリルガミンの城とニルダの杖ごと地下に落下してしまう。マルグダはリルガミンを復興させると共に、ニルダの杖探索の冒険者を募る。
マルグダはシナリオクリア時の恩賞授与の場面で登場する。アラビクは、ダパルプスと同様に説明書のプロローグに彼の行動が書かれているだけで、ゲーム本編には一切登場しない。
ドラマCD「ハースニール異聞」にて二人ともトレボーの試練場に入った経験もある（そのときは身分を隠す為、偽名で名乗っており、終盤で本名を明かした）。

### Wizardry III - Legacy of Llylgamyn
Wizardry III: Legacy of Llylgamyn（邦題：ウィザードリィIII リルガミンの遺産）は天変地異の原因を究明するため、伝説の龍エル’ケブレスが護る神秘の宝珠を探索するというシナリオ。シナリオ#1で活躍したキャラクターの子孫の物語であるため、キャラクターを転送してもそのままのレベルにはならず、ある程度祖先の能力傾向を反映した弱小なキャラクターとして「転生」される。
キャラクター
エル' ケブレス（L'kbreth）
リルガミンに程近い岩山に住む巨大な龍。リルガミンを災厄から救うと言われる宝珠の守護者で、宝珠を手にしようとする者に試練を与える。正体は世界の力そのもので、神と呼んでも差し支えの無い存在である。善と悪が調和した姿である中立の水晶を持たない者を宝珠がある場所には通さない。
ゲーム中に敵キャラクタとして登場はするが、基本的に一切の攻撃や呪文が無効化されるので、彼を討伐することはできない。
日本ではこのキャラクタの名は、FC版やPS版リルガミンサーガなどで長らく「ル’ケブレス」と表記されていた。しかし、原作者ロバートの指摘により、1999年に発売されたSFC版、及び2001年のGBC版でこの表記となった。
石垣環の漫画『ウィザードリィ外伝』の第一部ではショウとルーシディティ、そしてその以前にサンザをギルの迷宮に召喚し、第二部では鳳凰の塔にて鳳凰に姿を変えて（この作品ではエル' ケブレス＝鳳凰の正体は「世界」そのものであり一定の姿は持っておらず、「世界」が滅べば彼も消滅に繋がる）最上階にてクサナギとともに、ショウ・ケイヒたちを待ち構える存在として登場している。

### Wizardry IV - The Return of Werdna
Wizardry IV - The Return of Werdna（邦題：ウィザードリィIV ワードナの逆襲）は1987年にApple II用ソフトとして発売された。
日本では1988年にApple II版をローカライズしたPC-98版が発売された。また1994年にPCエンジン用ソフト『ウィザードリィIII&IV』がリメイク版としてナグザットより発売され、1999年にはオリジナル版を踏襲したクラシックモードに加え、難易度調整などを施したアレンジモードが追加された『ニューエイジオブリルガミン』がPlayStation向けに（廉価版は2001年発売）、2002年にはWindows向けに発売された。

### Wizardry V - Heart of the Maelstrom
Wizardry V - Heart of the Maelstrom（邦題：ウィザードリィV 災渦の中心）は1988年にApple IIおよびC64用ソフトとして発売された。同作は4つの自然の力の調和を司る大魔術師ゲートキーパーを救出し、元凶を創った魔術師を倒して世界を渾沌の渦から救うという内容である。移植版が存在しており、うち1992年年に発売されたスーパーファミコン版では Maelstrom に「災渦（さいか）」の訳語を当て、「災渦の中心」という日本語タイトルが付けられた一方、#4とともに収録された『ニューエイジオブリルガミン』（1999年にPlayStation用ソフトとして発売）での表記は「災禍の中心」と記されている。
同作以降#7までデイヴィット・W・ブラッドリー（David W. Bradley）が開発全般を担当しているので、あわせて「Bradley三部作」などとも呼ばれる。#4に比べシリアスなファンタジーを取り戻したように見えるが、時間停止空間やコールドスリープといったSFガジェットも登場する。

### Wizardry VI - Bane of the Cosmic Forge
Wizardry VI: Bane of the Cosmic Forge（邦題：ウィザードリィVI 禁断の魔筆）は書いたことが現実になるといわれる魔法のペン「コズミックフォージ」を求めて古城を探索する内容である。発売時のタイトルには「6」という番号はついていなかったため、原題を略してBCFと呼ばれることもある。
シナリオ#5までとはがらりと変わった新時代WIZである。プラットフォームをIBM PCに移し、マウス操作を導入、システムが大幅に改訂された。グラフィック面もワイヤーフレームの殺風景なものから床、壁、天井まで書き込まれ、モンスターもアニメーションするなど、『ダンジョンマスター』の影響を大幅に受けたものとなった。
このような大幅な刷新に対し、従来のプレイヤーの間では賛否両論であった。
同作はPC-9801やスーパーファミコンといった複数の機種に移植された。

### Wizardry VII - Crusaders of the Dark Savant
Wizardry VII - Crusaders of the Dark Savant（邦題：ウィザードリィVII ガーディアの宝珠）は、Wizardry VI（BCF）のシステム・物語を継承しした続編。BCFまでの中世ファンタジーを中心とした世界観から一転、BCFの特定のエンディングで示されたように冒頭から宇宙船が登場し別の惑星が舞台になるなど、SF色が非常に濃くなった。大昔に哲学者が宇宙生成の秘密を隠したといわれる「アストラル・ドミナ」を求め、前作の重要アイテム「コズミックフォージ」の影響で存在があらわとなった秘密の惑星ロスト・ガーディアを探検する。
発売時のタイトルには「VII」という番号はついていなかったため、原題を略してCDSと呼ばれることもある。各種の移植とは別に、本家Sir-Tech社によるWindows 3.1移植版が『Wizardry Gold』の商品名で存在している。
前作BCFよりキャラクターを転送できることに関連して、BCFで迎えたエンディングによってゲームスタートの状況が異なる「マルチビギニング」を採用している。他のシリーズにはない特徴として、NPCがプレイヤー同様にマップ上を移動し、重要クエストアイテムを含む各種の宝物を入手したり、別のNPCと交戦したりする点が挙げられる。
今作になり、今まではシステム的な概念であった町など全てがフィールドマップとなった。それに伴ってビジュアル面が大幅に強化され、視覚的な変化に富んだ様々な場所を探検できる。その一方で、前述したNPCのアイテム入手の要素に加え、エリア毎の難易度差が激しく、バランス面においてシリーズ屈指の難易度となっている。
家庭用ゲーム機ではセガサターン版では#6-#7の、PlayStation版では#7-#8のセーブデータのコンバートが想定されていたが、PlayStation版は#8が移植されていないためクリアデータ機能が生かされていない。
尚、公式ナンバリングの作品としては2013年5月現在、唯一日本語版がダウンロード配信されているシナリオでもある。
キャラクター
ベラ（Bela）
前作の隠しボス的な存在。オープニングの他にフィールド上で通常の敵モンスターとして登場する。
アルセイデス（Aletheides）
コズミックフォージが置かれていたコズミックサークルの管理者。シナリオ#6のエンディングで登場した時は正体不明の人物だったが、シナリオ#7のオープニングで初めて名前を明かす。頭部に機械パーツが露出している。ガーディアの存在が明らかになった事を冒険者達に伝え、アストラル・ドミナの探索を依頼する。
ダークサヴァント（Dark Savant）
アストラル・ドミナを捜し求める闇の科学者。宇宙服と思われるスーツを常に身に付けており、素顔を見たものは誰も居ない。自分以外の人間を信用せず、サヴァントガードと呼ばれるロボット達に身の回りの世話をさせている。ヴィ・ドミナの命を助ける代わりに、アストラル・ドミナを冒険者達の手から奪い取る。その正体は創造主フォーンザングである。
ヴィ・ドミナ（Vi Domina）
アストラル・ドミナの鍵を握ると言われる少女。右目に眼帯を付けているが盲目な訳ではない。ダークサヴァントの保護下にあったが、異星からやってきた冒険者達に興味を持ってダークサヴァントの元から脱走する。アストラル・ドミナを手に入れた時に右目の眼帯の奥に隠されていた秘密を明かすが、ダークサヴァントの本拠地である宇宙船から“何か”を取りに戻った時に囚われ、右目の眼球を奪われる。その後、冒険者達と共にガーディアを旅立った。性格はヤンキー気質だが好奇心旺盛であり、強い意志を持つ。
フォーンザング（Phoonzang）
惑星ロスト・ガーディアや惑星ドミナスで創造主として崇められている存在で、幾つかの街では彫像が建っている。コズミックサークルにおいて宇宙を司るコズミックロードの一人であったが、下界の人々と交流して幾つかの知恵を授けたりしたため、愚か者として力を奪われたあげく下界に落とされた。下界に残していた自らの創作物や技術を元にコズミックサークルに帰還する道を模索しているうちに残忍な性格と化し、ついにはダークサヴァントとなった。

プラットフォーム一覧
- 1992年 IBM PC（英語）
- 1994年9月23日 PC-9801、FM TOWNS、DOS/V（日本語）
- 1994年11月23日 PC-9821
- 1995年10月13日 PS（『ウィザードリィVII ガーディアの宝珠』としてリリース。ソリトンソフトウェア開発、ソニー・コンピュータエンタテインメント発売）
- 1996年5月31日 SS（『ウィザードリィ VI ＆ VIIコンプリート』に収録、発売元：データイースト）
- 1996年 Windows 95/3.1（『Wizardry Gold』としてリリース、英語版のみ）
- 1998年 Windows 95/98 （『Wizardry Ultimate Archives』としてIBM PC版を収録、Wizardry GOLDも同梱）
- 2001年2月22日 Windows 95/98/Me（ローカス『ウィザードリィ・コレクション』としてPC9801版を専用エミュレータ同梱で収録）
- 2008年4月22日 Windows (PC-9801版の移植でプロジェクトEGGでの日本語版ダウンロード配信)
- 2013年5月23日 Windows（GOG.comによる英語版ダウンロード配信、BCFとのカップリング、GOLDとDOS版を同梱）
- 2013年9月11日 Windows/Macintosh/Linux（Steamによる英語版ダウンロード配信、BCFとのカップリング）
- 2024年6月28日 Windows 10/11 (『Wizardry Legacy -BCF,CDS & 8-』としてD4エンタープライズより。PC-9801版をプロジェクトEGGによるエミュレータ同梱で収録)

#### 評価（VII）
「Game*Spark」のずんこ。は、プロジェクトEGGによる移植版の記事の中で、シリーズにおいて異彩を放つ点としてSF色が強いことを挙げている。また、ずんこ。は非常に難しい分達成感もあると評している。

### Wizardry 8
Wizardry 8はWizardry VI（BCF）から続く新Wizardry三部作の最終章であるが、米国Sir-Tech社の経営難などに伴って開発が大幅に遅れ、1998年10月の米国Sir-Tech社倒産後は、カナダのSir-Tech支社によって開発が引き継がれた。
物語はWizardry 7（CDS）のエンディングから直接続き、CDSの敵役ダークザヴァントとの真の決着や、宇宙創世の謎を描く、壮大なスケールのSF的なものとなっている。今作でも、前作CDSからのキャラクター転送に対応しており、CDSでのエンディングによって開始状況の異なるマルチビギニングが採用されている。
システム面の大きな変更としては、フィールド全般が、正方形区切りを一歩一歩進行する疑似3Dから、移動単位のないフル3Dに変化し、パーティはプレイヤーが作成する6名に加え、多数の候補からNPCを2名加入させることができ、最大8人編成となった。戦闘では、今までの前衛・後衛の隊列の区分から、新たに前・後・左・右・中央の五箇所にキャラクターを随時配置するフォーメーションが導入され、自パーティ・敵の双方が戦闘中にマップ上を移動し、相対的な位置を変化させることが可能になった。加えて魔法の効果範囲なども3D空間上で厳密に判定されるものになり、射程の概念や戦闘時の位置取りが、他のシリーズ作品より大きな意味を持つ。考慮すべきリソースなどの諸要素も、これまでよりも多元になっている。また、シーンによっては味方のグループとの共闘が発生することもある。
キャラクター作成においては、新職業「ガジェッティアー」が追加されたほか、#7よりも更に職業の差別化が徹底され全ての職に固有スキルが付いた。そのため単純な上位職・下位職で区別されることが無くなった（例:ファイター>打撃に気絶能力 ヴァルキリー>死亡時に1度だけ復活 アルケミスト>キャンプ中にポーション製造）。
キャラクター
ベラ（Bela）

アルセイデス（Aletheides）

ダークサヴァント（Dark Savant）

ヴィ・ドミナ（Vi Domina）

フォーンザング（Phoonzang）
終盤でプレイヤーを出し抜いてコズミックサークルへの帰還を果たし、アルセイデスを倒すが、彼自身の運命はプレイヤーが握ることとなる。

プラットフォーム一覧
- 2001年 Windows（英語、日本語）発売元：ローカス
- 2013年5月23日 Windows（GOG.comによる英語版ダウンロード配信）
- 2013年9月11日 Windows/Macintosh（Steamによる英語版ダウンロード配信）
- 2024年6月28日 Windows 10/11 (『Wizardry Legacy -BCF,CDS & 8-』としてD4エンタープライズより。日本語Windows版をWindows 10/11対応に改修したものを収録)

#### 評価（8）
ライターの西尾ゆきは2001年に「Game Watch」に寄せた記事の中で操作体系やグラフィックの古臭さから万人向けではないとしつつも、ウィザードリィとしての楽しさは健在であると評価している。「4Gamer.net」の朝倉哲也は、不満が残るところがあるとしつつも、ウィザードリィシリーズの集大成だとしている。

## スピンオフ作品

### Nemesis - the Wizardry Adventure
Nemesis - the Wizardry Adventure（邦題: ウィザードリィ・ネメシス）は1996年に米Sir-Tech社から発売されたアドベンチャーゲーム。実際は、従来のウィザードリィとはゲームシステムは勿論、設定などの共通点は一切ない。開発の時点ではウィザードリィとは銘打たれていなかった。
ダンジョンを3D視点で一歩ずつ進む点では他の多くのシリーズ作品と共通するが、内容は謎解きアドベンチャー色が強く、常に一人での冒険でバトルはアクションである。
日本語版は1998年にWindows版（エレクトロニック・アーツ）とセガサターン版（ショウエイシステム）が発売されている。

### ウィザードリィ外伝シリーズ
ウィザードリィ外伝はシナリオ#1-5の家庭用ゲーム機への移植を行なったアスキーが、#1-5の基本的なシステムを踏襲して制作した、日本オリジナルのシリーズである。1991年から2000年にわたって発売された。BGM作曲は一貫して藤原いくろうが行っている。
『外伝I』から『外伝III』は携帯型ゲーム機のゲームボーイ用タイトルとして発売されたが、シリーズが進むにつれてデータ量が増えていった上、少し容量が上がるだけでゲームボーイ用のROMの製造原価が数百円も高くなるため、シリーズ後期はコストカットに悩んだと開発スタッフの一人である金田剛が2021年のチャットインタビューの中で話している。さらに、『外伝III』の時点ではアスキーの経営が悪化しており、当時人気があった『ダービースタリオン』の開発を優先していたため、『外伝IV』以降は他社へ開発を委託していた。
なお、外伝I・外伝IIについては、後にWizardryの版権の関わる部分を変更し、「ネザードメイン」というタイトルで携帯電話アプリに移植されている。
| 題名                                | 発売日 | プラットフォーム   | 備考 |
| ----------------------------------- | ------ | ------------------ | ---- |
| ウィザードリィ外伝I 女王の受難      | 1991年 | ゲームボーイ       |      |
| ウィザードリィ外伝II 古代皇帝の呪い | 1992年 | ゲームボーイ       |      |
| ウィザードリィ外伝III 闇の聖典      | 1993年 | ゲームボーイ       |      |
| ウィザードリィ外伝IV 胎魔の鼓動     | 1996年 | スーパーファミコン |      |
| ウィザードリィ 〜DIMGUIL〜          | 2000年 | PlayStation        |      |

### エンパイアシリーズ
エンパイアシリーズは、1999年から2003年にかけてスターフィッシュが発売した作品群であり、プラットフォームもゲームボーイカラー/PlayStation/PlayStation 2/PlayStation Portable/Windowsと多岐にわたっている。BCF以降の版権によって作成されているため、呪文名は5以前やアスキー製の外伝シリーズと異なる（GBCでリリースされた作品は英語、PS系でリリースされた作品は5以前を意識した独自名称）。
なお『エンパイアIII』の後にはWizardryの版権の関わる部分を廃したオリジナル作品『エルミナージュ』シリーズへと発展した。
ウィザードリィ エンパイア
1999年10月29日にゲームボーイカラー向けに発売。
ウィザードリィ エンパイア 〜復活の杖〜
2000年12月22日にゲームボーイカラー向けに発売。
ウィザードリィ エンパイア 〜古の王女〜
2000年12月28日にPlayStation向けに発売。開発はマイケルソフト。
2001年1月15日よりWindows向けに追加要素を加えた移植版も発売。
ウィザードリィ エンパイアII 〜王女の遺産〜
2002年10月17日にPlayStation向けに発売。開発はマイケルソフト。
2004年4月23日にはWindows向けに追加要素を加えた移植版『ウィザードリィ エンパイアII Plus 〜王女の遺産〜』も発売。
ウィザードリィ エンパイアIII 〜覇王の系譜〜
2003年12月25日にPlayStation 2向けに発売。開発はビリケンソフト。
2007年1月18日にはPlayStation Portable向けに追加要素を加えた移植版も発売。

### ウィザードリィ アスタリスク 〜緋色の封印〜
『ウィザードリィ アスタリスク 〜緋色の封印〜』はスターフィッシュが2005年12月29日にニンテンドーDS向けに発売したゲームソフトである。開発はげぇむ工房。エンパイアシリーズの傾向を受け継ぐ作品。

### BUSINシリーズ
『BUSIN Wizardry Alternative』は、アトラスが2001年11月15日にPlayStation 2向けに発売した作品である。
同作は岡田耕始をはじめとする女神転生シリーズのスタッフが開発に参加しており、「月齢」や「魔法石合成」など、同シリーズを彷彿とさせるシステム
2003年11月13日に発売されたPlayStation 2用ソフト『BUSIN 0 〜Wizardry Alternative NEO〜』は前日談にあたる。

### ウィザードリィ クロニクル 〜聖地奪還〜
『ウィザードリィ クロニクル 〜聖地奪還〜』は2001年3月23日にWindows向けに発売された。基本は5以前のシステムであるが、人間やエルフといった種族の代わりに独自の民族が存在し、「騎士」「大盗」などの新職業が存在する。

### ウィザードリィ サマナー
『ウィザードリィ サマナー』は2001年12月21日にメディアリングからゲームボーイアドバンス向けに発売された。モンスターの召喚をテーマにした作品である。2005年4月21日にはタイトーからPlayStation 2版も発売された。

### エクスシリーズ
ライトノベル調の「学園」という設定や、職業毎に個別化されたスキル、構造が変化する迷宮、クエスト並立制など、様々な部分で新機軸を打ち出した作品。マイケルソフト内で本作を手掛けた開発チームだったTeam Muramasaは、その後エクスペリエンスとして独立し、ウィザードリィに大きな影響を受けたスタイルの3DダンジョンRPGを多数手がけている。
なお、当初は三部作を予定していたが、『ウィザードリィ エクス 2』の後に、Team Muramasaの独立ならびにマイケルソフトの倒産により世に出ることはなかった。
ウィザードリィ エクス 〜前線の学府〜
2005年2月24日にPlayStation 2向けに発売。企画・開発はマイケルソフト、販売はコナミ。
ウィザードリィ エクス 2 〜無限の学徒〜
2006年3月23日にPlayStation 2向けに発売。企画・開発はマイケルソフト、販売はコナミ。

### ウィザードリィ外伝 戦闘の監獄
『ウィザードリィ外伝 戦闘の監獄』（Prisoners of the Battles）は、2005年3月25日にIRI コマース&テクノロジー（現: イード）からWindows用コンピュータゲームとして発売された。前述のアスキー版「外伝」シリーズの主要スタッフが立ち上げた有限会社59が中心となり開発し、原点回帰を謳ってWindows向けに発売された作品である。追加シナリオDLC『慈悲の不在』が用意されたなど、当時としては新たな試みもなされている。当初はバグが多かったが、長期間に渡るバージョンアップで修正されている。
2006年8月3日にはタイトーからPlayStation 2版が発売された。
また、2012年3月7日にはiOS版も配信、2017年には大幅バージョンアップも行われた。Android版も配信されていたが、こちらはOSバージョンアップに伴う非対応化を受け、販売は終了している。

### ウィザードリィ外伝 五つの試練
『ウィザードリィ外伝 五つの試練』（Five Ordeals）は、2006年6月8日にWindows用ソフトとしてIRI コマース&テクノロジーから発売された。前作『戦闘の監獄』のシステムをもとにしており、開発も前作と同じく有限会社59が担った。
サブタイトル「五つの試練」のとおり、それぞれに独立した五つのシナリオ (旅人の財産、満月王の子供達、欠けた大地、ガルヴァンの酢漬け男、灼熱の車輪) が収録されている。さらに、シナリオ作成ツール「Wiz-Scenario Making Tool」を用いて新たなシナリオを作成することができる。公式にアップローダーも用意されており、百数十本に及ぶユーザーメイドのシナリオを無料でDLしてプレイすることが可能である。2021年に大幅バージョンアップが行われたSteam版の早期アクセスが開始された。

### ウィザードリィルネサンス
ウィザードリィ ルネサンスは、2009年より開始されたウィザードリィのブランド再生計画であり、ゲームポットの岩原ケイシが総合プロデューサーを務めた。
同プロジェクトは、それまで作者ごとにばらばらだった世界観を統一し、品質を保ちながらブランドを再生するという目標があり、複数の会社が参加していた。
| 題名                               | 発売日 （およびサービス運営期間）               | 初出プラットフォーム   | 発売元 （および運営元）              | 備考 |
| ---------------------------------- | ----------------------------------------------- | ---------------------- | ------------------------------------ | --- |
| ウィザードリィ 〜生命の楔〜        | 2009年11月19日                                  | ニンテンドーDS         | ジェンタープライズ                   | Amazon.co.jp専売。 |
| ウィザードリィ 囚われし魂の迷宮    | 2009年12月9日                                   | PS3                    | アクワイヤ                           | PlayStation Storeでのダウンロード専売 2020年1月16日より、SteamおよびGOG.comでMicrosoft Windows版がそれぞれ配信開始された。 |
| ウィザードリィ 〜忘却の遺産〜      | 2010年7月29日                                   | ニンテンドーDS         | ジェンタープライズ                   | Amazon.co.jp専売。 『生命の楔』と同時間軸の別の物語を描いた作品。 |
| Wizardry Online Mobile             | 2010年5月24日～2011年6月30日                    | ドコモFOMA905iシリーズ | So-net（ソネットエンタテインメント） | |
| ウィザードリィ 囚われし亡霊の街    | 2011年1月27日                                   | PS3                    | アクワイヤ                           | PlayStation Storeでのダウンロード専売で、『ウィザードリィ 囚われし魂の迷宮』の続編。 前作とのセット商品「ウィザードリィ ツインパック」も同時発売された。                                                                                       |
| Wizardry Online                    | 2011年10月14日～2016年12月20日                  | PC                     | ゲームポット                         | |
| 東京迷宮 -ウィザードリィ0-         | 2011年8月24日サービス開始（現在はサービス終了） | mobage                 | ゲームポット                         | ウィザードリィシリーズ初のソーシャルゲーム。 東京に似た異世界「グノーメルン」に召喚された主人公と、謎の少女「アイリス」の冒険を主題とする。 |
| ウィザードリィ 〜戦乱の魔塔〜      | 2013年1月23日～2015年6月30日                    | iOS                    | バンダイナムコゲームス               | 2つの勢力のうちの一つを選んで「堕天の塔」の攻略を目指す内容 Android版2013年7月29日から2015年6月30日までサービスが運営されていた。 |
| Wizardry Schema                    | 2014年7月29日～2017年6月29日                    | iOS                    | ゲームポット                         | 放置型RPG。2016年にはAndroido版も配信された。 |
| Wizrogue 〜Labyrinth of Wizardry〜 | 2014年12月22日～2015年10月30日                  | Android                | タイトー                             | パーティー制を採用したローグライク。iOS版は2015年2月19日から2015年10月30日までサービスを展開していた。 サービス終了後の2017年以降には、ポーランドのゲームメーカーForever Entertainmentにより買い切りタイトル化したバージョンが配信されていた。 |

### ドリコムへの版権移管後
Wizardry Variants Daphne（ウィザードリィ ヴァリアンツ ダフネ）
ドリコムが配信・運営を行うモバイル向け3DダンジョンRPG。2024年10月15日サービス開始。開発担当は同社の開発スタジオである2PRO。スマートフォンの縦画面に最適化した作りで、プレイヤーの1人称で展開（仲間キャラクターは様々な場面で画面上に第三者として表示される）する。上記ウィザードリィルネサンスの世界観を継ぐかなどについては明らかにされていない。
Eternal Crypt - Wizardry BC -
NFT・ブロックチェーンの技術を用い、実財産になり得るかも知れない課金要素を売りとした、クリッカー系RPG。プレイヤーはランダムに排出される冒険者達を集めながら、彼らの力を用いて迷宮を攻略していく仕組みとなっている。2023年Q4配信開始予定。開発：チューリンガム・ドリコム。運営：ZEAL NOVA DMCC。
Wizardry Proving Grounds of the Mad Overlord『Wizardry #1』のリメイク。2023年9月15日早期アクセス開始。開発はDigital Eclipse、#1のライセンス元はSirTech Entertainmentとなっている。Apple II版をベースにした内容で、グラフィックが完全に3Dに刷新された他、ファミコン版に強く影響を受けたモンスターデザインと、ファミコン版のテーマ曲BGMのアレンジ（該当曲以外はすべて新曲）が用いられている。また、システムについても、現代寄りへと改修が行われた点がある。

### フィーチャーフォン向け作品
DoCoMo、au、ソフトバンクモバイルが、2000年代から2010年代中盤にかけそれぞれに展開していた独自規格の携帯電話端末（フィーチャーフォン）向けとして配信された3DダンジョンRPG作品群。
携帯電話の小さな画面でも操作しやすくするため、1フロアの大きさを16×16としたり、作品によってはパーティのメンバーを最大4名にするなどの工夫がされている。さらに、中にはパーティが1～2人編成で展開する、他のシリーズ作品とは大きく異なる内容の作品も含まれている。
以下、特記のないものはすべてサクセス開発。
- Wizardry ORIGINAL
  - Sir-Techのナンバリングシナリオ#1〜3までの移植作品。1フロア16×16に変更されているなどマップに大きな変化があるが、パーティは元作品同様6人編成。
- Wizardry
  - サブタイトルはついていないが、移植ではなくオリジナルシナリオ。パーティは4人編成。
    - 少年王の憂鬱
    - アンデールの森の侵入者
- Wizardry Traditional
  - オリジナルシナリオ。パーティは6人編成。
    - 十二神将 - 2004年5月12日配信[41]。
    - 月光の匙
- Wizardry1
  - オリジナルシナリオ。タイトルの「1」はパーティ人数が1人のみ、単身での冒険であることを指している。
    - バイトック・イーハイの祠 - マップ内容的には「少年王の憂鬱」と同一。
    - 謎の地下遺跡
    - 不死竜の神殿
- Wizardry2
  - オリジナルシナリオ。パーティ人数は2人。
    - イーディスの塔
    - 深淵のリードセレスト号
    - イーディスの塔上層部

## 開発中止

### Wizardry 8 - Stones of Arnhem
本来Wizardry 7の後にSir-Techによって予定されていた次作。開発はDirectsoft。ストーリーは#6～7の続きではなく、オーストラリアのアボリジニの神話をベースにしたものになる予定であったとのこと。また、登場人物によるストーリーの主導や、今で言うオープンワールドタイトルのようなゲーム進行が計画されていたが様々な問題により製作は難航、最終的には一切日の目を見ることなく開発中止となった。その後、2012年に当時の開発関係者の証言及び、旧Sir-Tech物件からの資料の発見により存在が確認された。

### ウィザードリィ 日の本異聞伝
Windows 95向けにアスキーから発売が告知されていた作品。ゲームそのものについては一切の詳細は明らかにされておらず、ゆかな（当時は野上ゆかな名義）が歌うテーマソング「あしたの約束」の収録がされたシングルCDの発売のみがなされた。

## クローン

### #1～5系クローンエディタ
#1～5系のクローンを製作可能なエディタを主要機能としてもつ。
- Javardry
- RPGCS
- Desigeon
- Noah's MapEditor - 汎用マッピングツールとエディタのセット
- Wizardry Legacy
- Sorcery

### #1～5系クローン
- NIZ - Ashes of the Mad Overlord -
- MIZ - Myth of Imaginary Zone -
- Jsardry
- Sorcerer
- Magery
- ワグナイアの迷宮
- 無限の迷宮
- アビスアンドダーク
- Wandroid
- Wandrium
- Wanderers

### #6～8系クローン
- Wizardary - Kingdom of Dusk -